# Crangon
Crangon ist eine Gattung aus der Familie der Crangonidae innerhalb der Ordnung der Zehnfußkrebse (Decapoda). Zu dieser Gattung gehören unter anderem die Nordseegarnele.

## Merkmale
Crangon-Arten sind relativ grazile Zehnfußkrebse mit garnelenartigem Habitus, sie erreichen etwa 5 Zentimeter Körperlänge und sind sandbraun bis weißlich-durchscheinend gefärbt. Die langgestreckten zweiten Antennen sind fast körperlang. Am Carapax ist das Rostrum, ein nach vorn reichender Vorsprung zwischen den gestielten Komplexaugen, bis auf einen kleinen Zahn reduziert. Der Carapax besitzt außerdem einen mittleren (medianen) und je einen seitlichen Dorn oder Stachel. Das erste Beinpaar der Schreitbeine (Peraeopoden) trägt eine große Schere (Chela), diese ist als Subchela ausgebildet, das heißt, das Endglied kann taschenmesser-artig gegen das massive Grundglied eingeklappt werden. Das schlanke und lange zweite Paar trägt eine winzige Schere, die als Putzorgan dient. Die übrigen Peraeopoden sind laufbeinartig, wobei das dritte und vierte Paar die längsten sind.
Zur Differenzierung der Gattung gegenüber verwandten und ähnlichen Formen sind außerdem folgende Merkmale wesentlich: Die Peraeopoden des Spaltbeins besitzen keinen Außenast (Exopoditen). Der Carpus (ein Beinsegment) des zweiten Peraeopodenpaars ist nicht in Teilglieder unterteilt, der Merus (ein Beinsegment) des ersten Peraeopodenpaars trägt auf der Unterseite (ventral) einen Dorn. Der Dactylus (ein Beinglied) des vierten und fünften Peraeopodenpaars ist nicht, zur Verbesserung des Schwimmvermögens, verbreitert und abgeflacht. Am dritten Maxillipeden (einem im Dienst der Nahrungsaufnahme umgewandelten und spezialisierten Rumpfbeinpaar) ist eine arthrobranche Kieme vorhanden (das bedeutet, die Kieme sitzt in der Gelenkmembran zwischen dem Beingrundglied, der Coxa, und der Körperwand an).

## Verbreitung
Die Crangon-Arten kommen in den marinen Gewässern der Nordhalbkugel vor. Im Atlantik leben drei Arten, davon zwei im Nordost- und eine im Nordwestatlantik. Aus dem Nordpazifik sind 15 Arten bekannt, davon je sieben Arten an der asiatischen bzw. der amerikanischen Küste, nur eine Art (Crangon dalli) an beiden. Die atlantischen Arten sind die Nordseegarnele und Crangon allmanni im Ostatlantik, vor der eurasischen Küste, und Crangon septemspinosa im Westatlantik, vor der amerikanischen Küste. Bis auf die fischereiwirtschaftlich interessante Nordseegarnele sind viele Arten schlecht erforscht. Ihren Ursprung hat die Gattung, aufgrund der hohen Anzahl der Arten, wahrscheinlich im Pazifik. Die atlantischen und die pazifischen Arten sind bisher nicht genau, auch anhand von Typusmaterial, gegeneinander abgegrenzt worden, sie bilden nach den Beschreibungen teilweise sehr ähnliche Artenpaare, die möglicherweise Unterarten einer gemeinsamen Art sein könnten. Nach genetischen Daten haben sich die daraufhin untersuchten Arten im Atlantik und Pazifik, Crangon septemspinosa und Crangon alaskensis, nach den Methoden der molekularen Uhr vor etwa 6,6 Millionen Jahren voneinander getrennt.

## Ökologie und Lebensweise
Crangon-Arten leben am Meeresgrund (benthisch), meist in der Uferzone und den ufernahen Gewässern (Litoral und Sublitoral), einige Arten aber bis in einige Hundert Meter Wassertiefe, immer auf Weichsubstraten wie Sand- oder Schlammgrund, selten auf Kiesgrund. Von den näher untersuchten Arten sind teilweise mehrere Generationen pro Jahr nachgewiesen oder anhand von Abundanzmaxima erschlossen. Einige Arten sind protandrische Zwitter, bei ihnen sind junge geschlechtsreife Tier männlich, ältere und größere wandeln sich dann zu Weibchen um. Da nur die Weibchen (anhand der angehefteten Eisäckchen) sicher erkennbar sind, sind die Verhältnisse bei den meisten Arten ungeklärt. Die im Flachwasser lebenden Arten, darunter auch die Nordseegarnele, setzen die Jungtiere oft bevorzugt im Brackwasser der Flussmündungen ab.
Einige Arten, wie Crangon crangon und Crangon septemspinosa, kommen in ihren Lebensräumen teilweise in hoher Dichte und Individuenzahl vor und gelten hier teilweise als ökologische Schlüsselarten. Sie sind einerseits eine wichtige Beute für Fische und andere Meeresbewohner, können aber auch selbst, als Prädatoren von Fischlarven, den Fischbestand begrenzen. Mit Ausnahme der gut untersuchten Nordsee-Populationen der Nordseegarnele Crangon crangon liegen aber zur Populationsdynamik der Arten kaum Untersuchungen vor.

## Arten
Die Gattung Crangon beinhaltet folgende rezente Arten:
- Crangon affinis De Haan, 1849. Im Nordpazifik an der asiatischen Pazifikküste vom Gelben Meer bis Japan.
- Crangon alaskensis Lockington, 1877. An der amerikanischen Pazifikküste von der Beringsee südlich bis Washington.
- Crangon alba Holmes, 1900. An der amerikanischen Pazifikküste von Vancouver Island bis Kalifornien.
- Crangon allmanni Kinahan, 1860. An der eurasischen Atlantikküste vom Weißen Meer bis zur Biscaya, und vor Island, in größeren Wassertiefen.
- Crangon amurensis Bražnikov, 1907. An der asiatischen Pazifikküste, Ochotskisches Meer bis Japan.
- Crangon capensis Stimpson, 1860. dubiose Art, nach der Erstbeschreibung nie wiedergefunden, angegeben vom Kap der Guten Hoffnung.
- Crangon cassiope De Man, 1906. Im Nordpazifik an der asiatischen Pazifikküste vom Gelben Meer bis Japan.
- Crangon crangon (Linnaeus, 1758). An der eurasischen Atlantikküste mit Nebenmeeren (Nord- und Ostsee, Mittelmeer, Schwarzes Meer), südlich bis Marokko, im Flachwasser.
- Crangon dalli Rathbun, 1902. Küsten des Nordpazifik vom Puget Sound über die Tschuktschensee bis Japan.
- Crangon franciscorum Stimpson, 1856. An der amerikanischen Pazifikküste von Alaska bis Kalifornien.
- Crangon hakodatei Rathbun, 1902. An der asiatischen Pazifikküste, Ochotskisches Meer bis Gelbes Meer und Süd-Japan.
- Crangon handi Kuris & Carlton, 1977. An der amerikanischen Pazifikküste bis Nordkalifornien.
- Crangon holmesi Rathbun, 1902. Im Pazifik, vor der Küste Kaliforniens.
- Crangon lockingtonii Holmes, 1904. dubiose Art, nach der Erstbeschreibung nie wiedergefunden. angegeben von der Bahía Magdalena, Baja California.
- Crangon nigricauda Stimpson, 1856. An der amerikanischen Pazifikküste, von Alaska bis zur Baja California.
- Crangon nigromaculata Lockington, 1877. An der amerikanischen Pazifikküste, vom Gulf of the Farallones im Norden Kaliforniens bis zur Baja California.
- Crangon propinquus Stimpson, 1860. An der asiatischen Pazifikküste, Ochotskisches Meer bis Nord-Japan.
- Crangon septemspinosa Say, 1818. Entlang der amerikanischen Atlantikküste vom Sankt-Lorenz-Golf bis vor Florida.
- Crangon uritai Hayashi & J. N. Kim, 1999. Im Nordpazifik an der asiatischen Pazifikküste vom Gelben Meer bis Japan, außerdem als Neozoon eingeschleppt in der Port Phillip Bay, Australien.[7]

Des Weiteren sind zwei fossile Arten bekannt.

## Taxonomie
Der Gattungsname Crangon war lange Zeit in seiner Anwendung umstritten. Zu dem Namen Crangon Fabricius, 1798, der schon lange in Gebrauch war, wurde von späteren Autoren ein älteres Homonym Crangon Weber, 1795 wiederentdeckt, so dass ihrer Auffassung nach eine andere Gattung (heute die Gattung Alpheus Fabricius, 1788) diesen Namen tragen müsste. Der Streit wurde erst durch einen förmlichen Beschluss der International Commission on Zoological Nomenclature entschieden, die den Gebrauch des Gattungsnamens im heutigen Sinne festschrieb. Ein Synonym für den Gattungsnamen ist Crago Latreille. Die Einteilung der Gattung in Untergattungen, die der russische Forscher N.A. Zarenkov vorgeschlagen hat ist heute kaum noch in Gebrauch.